# شهدخوار دوست‌داشتنی
شهدخوار دوست‌داشتنی (نام علمی: Aethopyga shelleyi) نام یک گونه از تیره شهدخواران است.
این گونه بوم‌زاد فیلیپین است. زیستگاهش جنگل‌های مناطق کوهستانی می‌باشد.